# Азаренков, Николай Алексеевич
Николай Алексеевич Азаренко́в (укр. Микола Олексійович Азарєнков) (род. 1951) — советский и украинский физик, доктор
физико-математических наук, профессор, академик Национальной академии наук Украины (2012), заслуженный деятель науки и техники Украины (2003). Декан физико-технического факультета Харьковского национального университета (1996-2005), проректор Харьковского национального университета (с 2005). Автор работ по физике плазмы, радиофизике, электронике, материаловедению, наноматериалам.

## Биография
Родился в селе Муравлинка Нововодолажского района Харьковской области. Детство и юность также провёл на Харьковщине, окончил Староверовскую среднюю школу в 1969 году. В том же году поступил учиться на физико-технический факультет Харьковского государственного университета имени А. М. Горького (ныне Харьковский национальный университет имени В. Н. Каразина), который с отличием окончил в 1976 году. По окончании университета был рекомендован в аспирантуру по специальности «физика и химия плазмы».
В 1979 году окончил аспирантуру Харьковского государственного университета. В апреле 1980 года защитил кандидатскую диссертацию «Некоторые вопросы распространения и возбуждения поверхностных волн в ограниченных плазменных структурах». С 1976 года работал в Харьковском университете инженером, с 1980 — младшим, с 1981 — старшим научным сотрудником, с 1983 — ассистентом, с 1987 — доцентом и с 1992 года — профессором кафедры общей и прикладной физики. В 1989 году получил учёное звание доцента, а в 1994 — профессора. С 1988 года — заместитель декана, а с 1996 года — декан физико-технического факультета. Также с 1996 года — заведующий кафедрой материалов реакторостроения. На должности содействовал созданию в Харьковском университете двух новых факультетов, — компьютерных наук и физико-энергетического. С помощью Азаренкова в университете был создан Институт высоких технологий, объединивший факультет компьютерных наук, физико-энергетический и физико-технический факультеты, а сам Азаренков стал его первым директором.
В 2005 году Азаренков был назначен проректором Харьковского национального университета по научно-педагогической работе университета. В 1991 году защитил докторскую диссертацию «Волны поверхностного типа в структурах плазма-металл». Учёное звание доцента получил в 1989 году, учёное звание профессора — в 1994 году. В 2006 году избран членом-корреспондентом, а в 2012 году — действительным членом (академиком) Национальной академии наук Украины.

## Общественная деятельность
- Член совета государственного фонда фундаментальных исследований
- Вице-президент Украинского физического общества
- Член секции физики Комитета по государственным премиям в области науки и техники Украины
- Член научного совета «Наноструктурные системы, наноматериалы, нанотехнологии»
- Член экспертного совета по общей физике Министерства образования и науки Украины
- Член совета по физике плазмы и плазменной электронике НАН Украины
- Главный редактор Вестников Харьковского национального университета имени В. Н. Каразина: серия «Математическое моделирование. Информационные технологии. Автоматизированные системы управления», серия физическая «Ядра, частицы, поля»
- Главный редактор журналов «Физическая инженерия поверхности» и «Восточно-европейский физический журнал»
- Член редколлегии журнала «Вопросы атомной науки и техники» (серии: физика плазмы; вакуум, чистые материалы, сверхпроводники)
- Член Координационного комитета по выполнению государственных соглашений между Украиной и Европейским Союзом о сотрудничестве в сфере атомной энергетики в области управляемого термоядерного синтеза[2]

## Научная деятельность
Николай Азаренков — автор фундаментальных трудов по электродинамике ограниченной плазмы, плазменной электронике, плазменной радиофизике, теории параметрических неустойчивостей в ограниченной плазме, нелинейной теории волн в плазмоподобных средах, физическим основам источников ионов и технологиям обработки поверхностей, физическим свойствам и технологиям получения композиционных материалов, в том числе наноматериалов и нанопокрытий.
В частности внес значительный вклад в создание теории волновых процессов в структурах плазма-металл, в исследование поверхностных и обобщенно-поверхностных волн в цилиндрической геометрии. Он предсказал высокочастотные и низкочастотные спектры этих волн, изучил их дисперсионные характеристики в гидродинамическом и кинетическом приближениях в свободной и магнитоактивной, однородной и неоднородной плазме. Исследовал механизмы их затухания, способы возбуждения (пучковый, дифракционный, параметрический), нелинейную динамику, резонансную генерацию гармоник, самовоздействие, пространственное распределение электромагнитных и потенциальных полей. Построил теорию волн поверхностного типа в ограниченных полупроводниках цилиндрической формы. Детально исследовал эффект однонаправленности волн в геометрии Фойгта, создал теорию антенн в магнитоактивной плазме. Совместно с учениками внёс значительный вклад в теорию газовых разрядов низкого давления на поверхностных волнах для чистой и пылевой плазмы в кинетическом приближении. Сформулировал физическую модель и создал методы расчётов процессов выращивания углеродных нанотрубок и наноконусов.
Важным направлением научных исследований Азаренкова является изучение свойств наноматериалов, в частности, для нужд ядерной энергетики. Им были разработаны технологии создания наноструктурированных материалов и покрытий конструкционных
элементов АЭС и термоядерных реакторов для повышения прочности, коррозионной и радиационной стойкости. Значительное число работ посвящено решению проблем, которые возникают при разработке методов фабрикации ядерного топлива, создании дисперсно-упрочнённых сталей, пористых керамик, фильтров и мембран, наноструктурированных магнитных композитов.
Николай Азаренков вместе со своими учениками И. Денисенко и К. Остриковым построил теорию линейных антенн в магнитоактивной плазме, которая теперь в литературе именуется в честь своих авторов теорией АДО.
Николай Азаренков подготовил пятнадцать кандидатов и докторов наук, является автором и соавтором свыше 300 научных статей, монографий, учебников и учебных пособий. Активно сотрудничает с учёными Канады, Германии, Австралии, Сингапура, США, России. Был
руководителем и исполнителем многих международных грантов. За цикл работ «Взаимодействие излучений и потоков заряженных частиц с материалами в энергетических установках» в 2010 году удостоен (вместе с В. Н. Воеводиным и И. А. Гиркой) премии НАН Украины имени К. Д. Синельникова.

## Преподавательская деятельность
Читал для студентов физико-технического факультета Харьковского университета лекционные курсы: «Волновая оптика», «Дифференциальные уравнения», «Метод Фурье», «Вариационное исчисление», «Асимптотические методы», «Физика плазмы», «Плазменная электроника», «Коллективные методы ускорения заряженных частиц».

## Основные научные труды

### Учебники
- Ядерная энергетика: учебное пособие для студентов старших курсов, аспирантов и научных работников/[Н. А. Азаренков, Л. А. Булавин, И. И. Залюбовский, В. Г. Кириченко, И. М. Неклюдов, Б. А. Шиляев]. — Харьков : ХНУ имени В. Н. Каразина, 2012. — 480 с.
- Функціональні матеріали і покриття : навчальний посібник / [М. О. Азарєнков, В. М. Береснєв, С. В. Литовченко та ін.]. -Харьков : ХНУ імені В. Н. Каразіна, 2013. −208с.
- Ядерно-физические методы исследования материалов : учебное пособие / [Н. А. Азаренков, В. Г. Кириченко, В. Левенец, И. М. Неклюдов]. — Харьков : ХНУ имени В. Н. Каразина, 2013. − 308с.

### Монографии
- Материаловедение неравновесного состояния модифицированной поверхности: монография / Н. А. Азаренков, О. В. Соболь, В. М. Береснев, А. Д. Погребняк, С. В. Литовченко, О. Н. Иванов. — Сумы: Сумский государственный университет, 2012. − 683 с.
- В. Г. Кириченко, Н. А. Азаренков. Ядерно-физическое материаловедение сплавов циркония. Харьков, ХНУ имени В. Н. Каразина, 2012. − 335 с.
- Азаренков Н. А., Береснев В. М., Погребняк А. Д., Колесников Д. А. Наноструктурные покрытия и наноматериалы: Основы получения. Свойства. Области применения: Особенности современного наноструктурного направления в нанотехнологии (монография). — М. : Книжный дом «ЛИБРИКОМ», 2013. −368 с.
- Азаренков Н. А., Береснев В. М., Погребняк А. Д. Структура и свойства защитных покрытий и модифицированных слоев материалов (монография). Харьков: ХНУ имени В. Н. Каразина, 2007 г., 560 с.
- Азаренков Н. А., Соболь О. В., Погребняк А. Д., Береснев В. М. Инженерия вакуумно-плазменных покрытий. (монография). 2011. Харьков : ХНУ имени В. Н. Каразина. — 344 с.
- Азаренков Н. А., Кириченко В. Г. Ядерно-физические методы в радиационном материаловедении. Харьков, ХНУ имени В. Н. Каразина, 2008 г., 131 стр.

### Статьи
- Azarenkov N. A., Denysenko I. B., Xu S., Long J. D., Rutkevych P. P., Ostrikov К. N. Inductively coupled Ar/CH4/H2 plasmas for low-temperature deposition of ordered carbon nanostructures. Journal of Applied Physics, 2004, vol. 95, 2713—2724
- Pogrebnyak A. D., Shpak A. P., Azarenkov N. A., Beresnev, V. M. Structures and properties of hard and superhard nanocomposite coatings. Physics-Uspekhi, 2009, 52 (1), pp. 29-54
- Azarenkov N. A., Ostrikov K. N. Surface magnetoplasma waves at the interface between a plasma-like medium and a metal in a Voigt geometry. Physics Reports 308, 1999, 333—428
- Azarenkov N. A., Ostrikov K. N., Denisenko I. B. A model of a large-area planar plasma producer based on surface wave propagation in a plasma-metal structure with a dielectric sheath. Journ. Phys. D Applied Physics 1995 v. 28, № 12, p. 2465—2469
- Azarenkov N. A., Ostrikov K. N., Yu M. Y. Nonlinear effects of ionization on surface waves on a plasma-metal interface. Journ. Appl. Phys. 84, 1998, 4176-4179
- Denisenko I., Ostrikov K., Yu M. Y., Azarenkov N. A. Effects of ions and atomic hydrogen in plasma-assisted growth of single-walled carbon nanotubes. Journal of Applied Physics, 2007, 102(7), 074308
- Azarenkov N. A., Denisenko I. B., Ostrikov K. N., Yu M. Y., Stenflo L. A kinetic model for an argon plasma containing dust grains. Physics of Plasmas, 2004, vol. 11, 4959-4967
- Azarenkov N. A., Ostrikov K. N., Yu M. Y. Surface waves at the interface of a dusty plasma and a metallic wall. Physical Review E 58, 1998, 2431—2435.
- Azarenkov N. A., Denysenko I. B., Gapon A. V., Johnston T. W. The radial structure of a plasma column sustained by a surface waves. Physics of Plasmas, 8, #5, 1467-82 (2001)
- Denisenko I., Yu M. Y., Stenflo L., Azarenkov N. A. Ion drag on dust grains in electronegative plasmas. Physics of Plasmas, 2005, 12 (4), pp. 1-8
- Азаренков Н. А., Кондратенко А. Н. Поверхностные волны на границе плазма-металл при учёте пространственной дисперсии. УФЖ, 1985, т. 30, № 5, с. 718-725Denisenko I., Yu M. Y., Stenflo L., Azarenkov N. A. Ion drag on dust grains in electronegative plasmas. Physics of Plasmas, 2005, 12(4), pp. 1-8
- Азаренков Н. А., Кондратенко А. Н., Олефир В. П., Мельник В. Н. Поверхностные волны на границе плазма-металл, распространяющиеся поперек магнитного поля. Радиотехника и электроника, 1985, т. 30, вып. 11, с. 2195—2201
- Азаренков, Н. А., Кондратенко А. Н., Загинайлов Г. И. Поверхностные волны на границе плазма-металл, распространяющиеся вдоль магнитного поля. ЖТФ, 1985, т. 55, № 3, с. 635—639

## Звания и награды
- Заслуженный деятель науки и техники Украины (2003)
- Награждён отличиями МОН Украины «Отличник образования Украины» (2000) та «За научные достижения» (2010)
- Заслуженный профессор Харьковского национального университета имени В.Н. Каразина (2008)
- Награждён Поётной грамотой президиума НАН Украины (2005), отличиями НАН Украины «За научные достижения» (2010) и «За подготовку научной смены» (2011)
- Премия НАН Украины им. К. Д. Синельникова за цикл работ «Взаимодействие излучений и потоков заряженных частиц с материалами в энергетических установках» (2010)